# Reichsgruppe Handwerk
Die Reichsgruppe Handwerk war eine der sieben administrativ nach Wirtschaftszweigen gegliederten Reichsgruppen zur Zeit des Nationalsozialismus, die der Reichswirtschaftskammer untergeordnet waren.
Statt in Wirtschaftsgruppen wie die anderen Reichsgruppen gliederte sich die Reichsgruppe Handwerk in 52 Reichsinnungsverbände und neun selbständige Fachgruppen. Die einzelnen Innungsverbände waren jeweils für ein Handwerk zuständig.
Die Untergliederung in regionale Handwerkskammern wurde 1942 von der Einführung der Gauwirtschaftskammern abgelöst.

## Untergliederung

### Reichsinnungsverbände (unvollständig)
Reichsinnungsverband des …
- Augenoptikerhandwerks
- Bäckerhandwerks (Reichsinnungsmeister: Karl Grüßer)
- Bandagisten- und Orthopädiemechanikerhandwerks
- Baugewerbes
- Bildhauer- und Steinmetzhandwerks
- Böttcher- und Weinküferhandwerks
- Brauer- und Mälzerhandwerks
- Buchbinderhandwerks (Reichsinnungsmeister: Walter Leopold)
- Buchdruckerhandwerks
- Büchsenmacher- und Messerschmiedehandwerks
- Dachdeckerhandwerks
- Damenschneiderhandwerks
- Drechslerhandwerk (Reichsinnungsmeister: Johannes Feuerbaum)
- Elektrohandwerks
- Färber- und Chemischreiniger-Handwerks
- Fleischerhandwerks
- Friseurhandwerks
- Glaserhandwerks
- Graveur- und Gürtlerhandwerks
- Herrenschneiderhandwerks
- Installateur- und Klempnerhandwerks
- Juwelier-, Gold- und Silberschmiedehandwerks
- Konditorenhandwerks
- Korbmacherhandwerks
- Kraftfahrzeughandwerks
- Kürschner-, Hut- und Handschuhmacherhandwerks (Reichsinnungsmeister: Adolf Heincke)
- Landmaschinenhandwerks
- Malerhandwerks
- Mechanikerhandwerks
- Müllerhandwerks
- Musikinstrumentenmacherhandwerks
- Photographenhandwerks
- Putzmacherhandwerks
- Sattler-, Tapezier- und Polsterer-Handwerks
- Schilderhersteller-, Schildermaler- und Lichtreklame-Handwerks
- Schlosserhandwerks
- Schmiedehandwerks
- Schornsteinfegerhandwerks
- Schuhmacherhandwerks
- Seiler- und Segelmacher-Handwerks
- Stellmacher- und Karosseriebauerhandwerks
- Straßenbauhandwerks
- Tischlerhandwerks
- Töpfer- und Ofensetzerhandwerks
- Uhrmacherhandwerks
- Wäscherei- und Plättereihandwerks
- Wäscheschneider-, Weber- und Stickerhandwerks
- Zahntechnikerhandwerks

### Fachgruppen (unvollständig)
- Bestattungswesen
- Getränkeleitungsreiniger
- Handwerkliche Schulungsgewerbe
- Klavierstimmer
- Leitergerüstbauer
- Pliséebrenner
- Schönheitspfleger (Kosmetiker)